# Dominicanenkerk (Het Zoute)

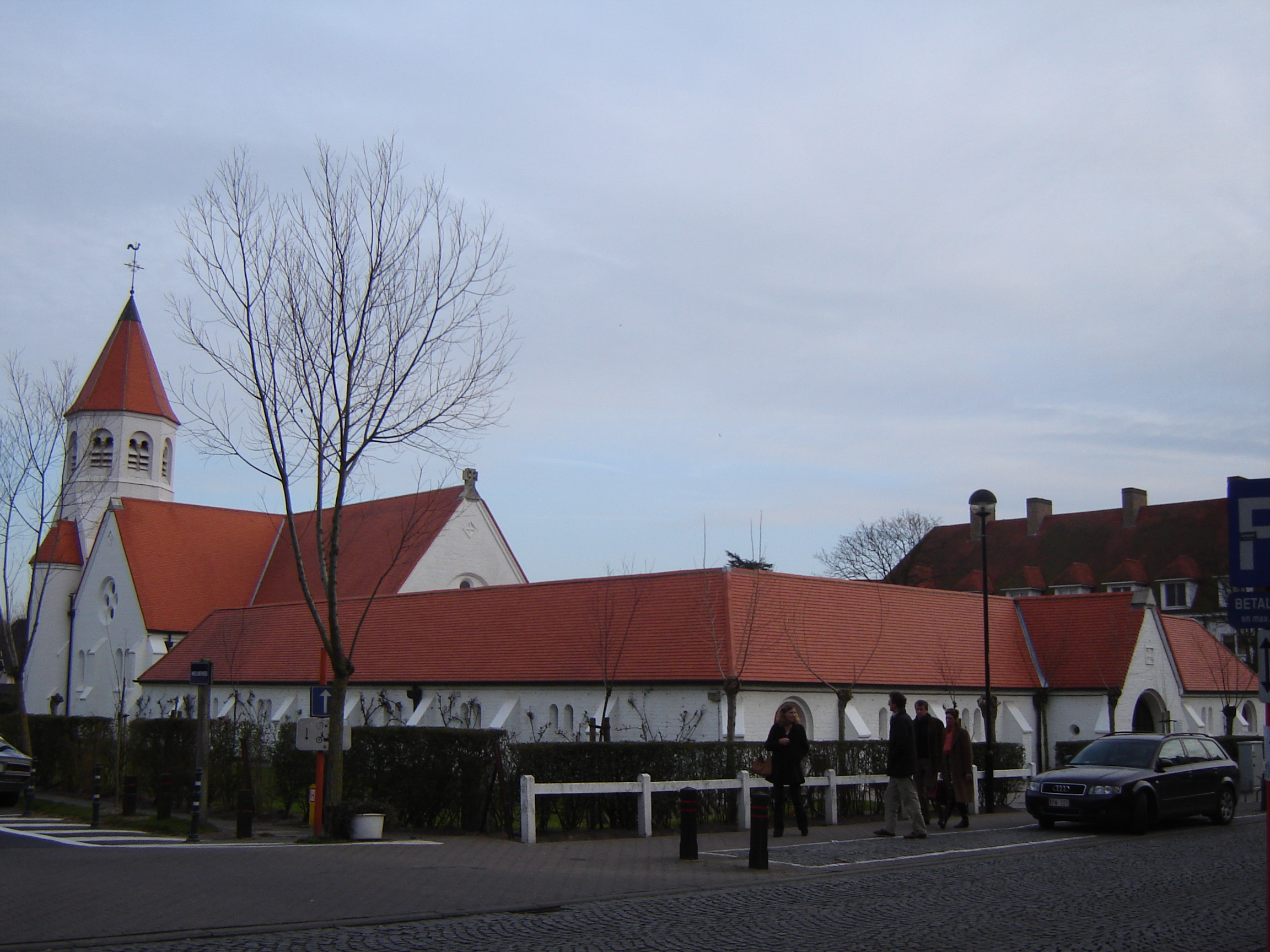
Dominicanenkerk en klooster

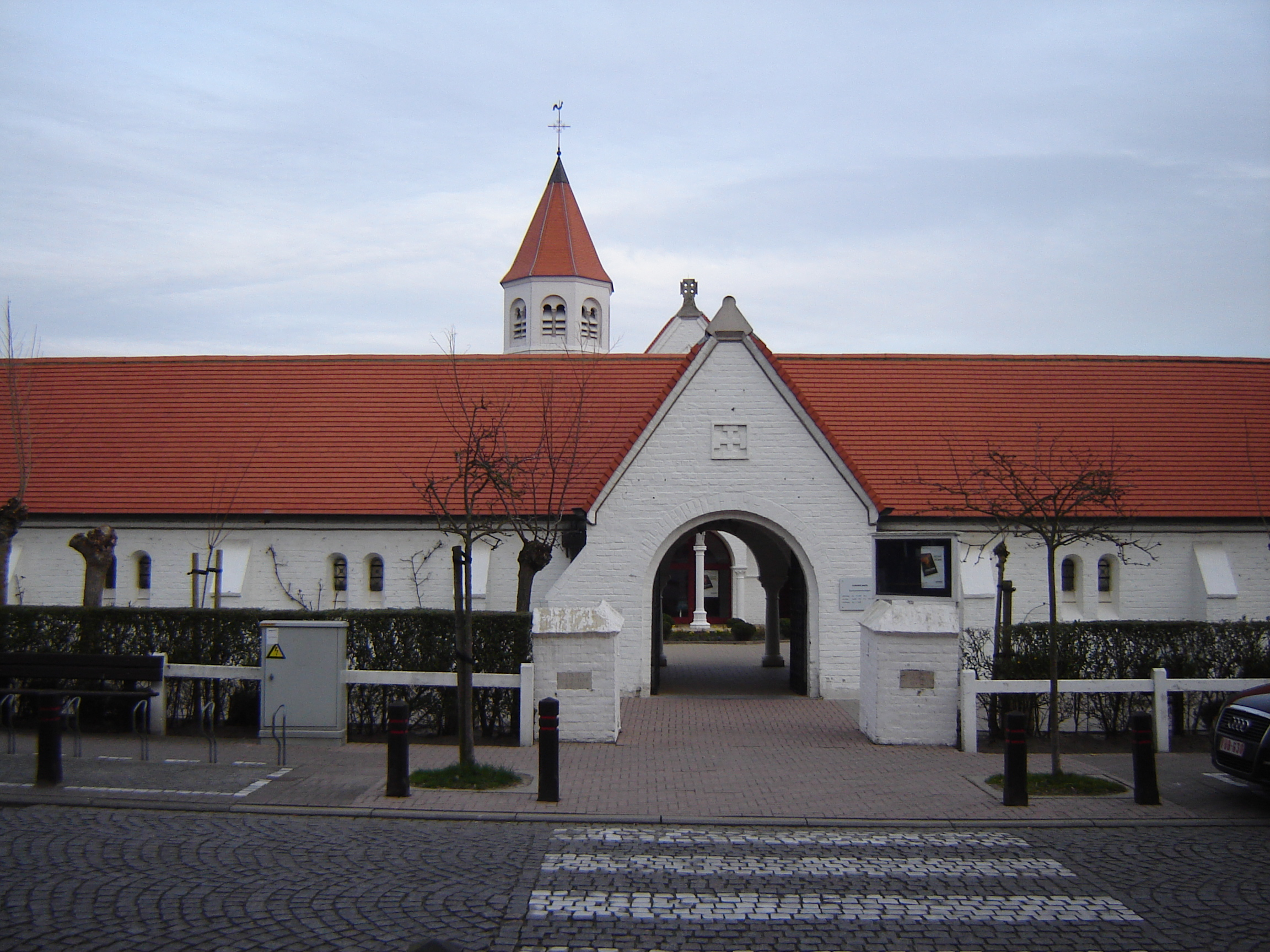
Kruisgang

De Dominicanenkerk, ook wel Zoutekerkje of (officieel) Onze-Lieve-Vrouw van de Rozenkranskerk is een kerkgebouw in de tot de gemeente Knokke-Heist behorende plaats Het Zoute, gelegen aan de Sparrendreef.

## Geschiedenis
De bouw van deze kerk en het bijbehorende Dominicanenklooster paste in de villawijk, die ontworpen was door Josef Stübben in opdracht van de Compagnie Immobilière du Zoute, de projectontwikkelingsmaatschappij van de familie Lippens.
De kerk kwam gereed in 1925 en het klooster in 1927. Oorspronkelijk was de kerk gewijd aan Sint-Filippus, maar in 1935 werd ze gewijd aan Onze-Lieve-Vrouw van de Rozenkrans.
Het geheel is in neoromaanse stijl, een ontwerp van Joseph Viérin. De houten kap verwijst naar de Halle van Nieuwpoort en de toren werd geïnspireerd door de kerktorens van Knokke en Heist: Achthoekige lantaarn op vierkante basis. Kerk en kloostergebouwen zijn gegroepeerd om een vierkante kloostergang Er hangt een merkwaardige kruisweg in wengéhout (1948) van Émile Raes in de kloostergang.
Het gebouw is wit geschilderd, in overeenstemming met de stijl van de omringende villa's.